# Kako (1926)
El Kako (加古?) fue el segundo de los cruceros pesados de la Armada Imperial Japonesa. Formaba junto a su gemelo Furutaka la Clase Furutaka.

## Descripción
El Kako fue diseñado siguiendo el Programa 1922-1929, que sustituyó al Programa 1920-1928 tras la ratificación del Tratado Naval de Washington. Por ello su diseño fue el primero de la nueva clasificación de crucero pesado. Su nombre fue originalmente asignado al cuarto crucero ligero Clase Sendai, pero tras su anulación y desguace pasó a ser otorgado al segundo de los nuevos Clase Furutaka. Uno de los objetivos principales de este tipo de naves fue el ahorro de peso. Para conseguirlo sin sacrificar la resistencia longitudinal, el francobordo se reducía desde proa a popa en dos ocasiones, aproximadamente a los tercios de la eslora. El armamento de proa quedaba en la sección más alta. La superestructura hasta el mástil de popa reducía su altura desde el puente, y la sección de popa era la que disponía de menor distancia libre al agua.
Entre 1932 y 1933 experimentó una primera modificación, en la que su armamento antiaéreo fue modificado e incrementado. Del mismo modo, se sustituyó la plataforma de lanzamiento que equipó desde su origen por una catapulta. Entre 1936 y 1937 nuevamente fue modificado, en esta ocasión más profundamente. Las seis torretas simples fueron reemplazadas por tres torretas dobles, los tubos lanzatorpedos, fijos en origen, fueron sustituidos por dos montajes cuádruples, uno por banda, y se añadieron protecciones antitorpedo al casco. Esta última modificación incrementó el desplazamiento, lo que redujo ligeramente la velocidad.

## Historial

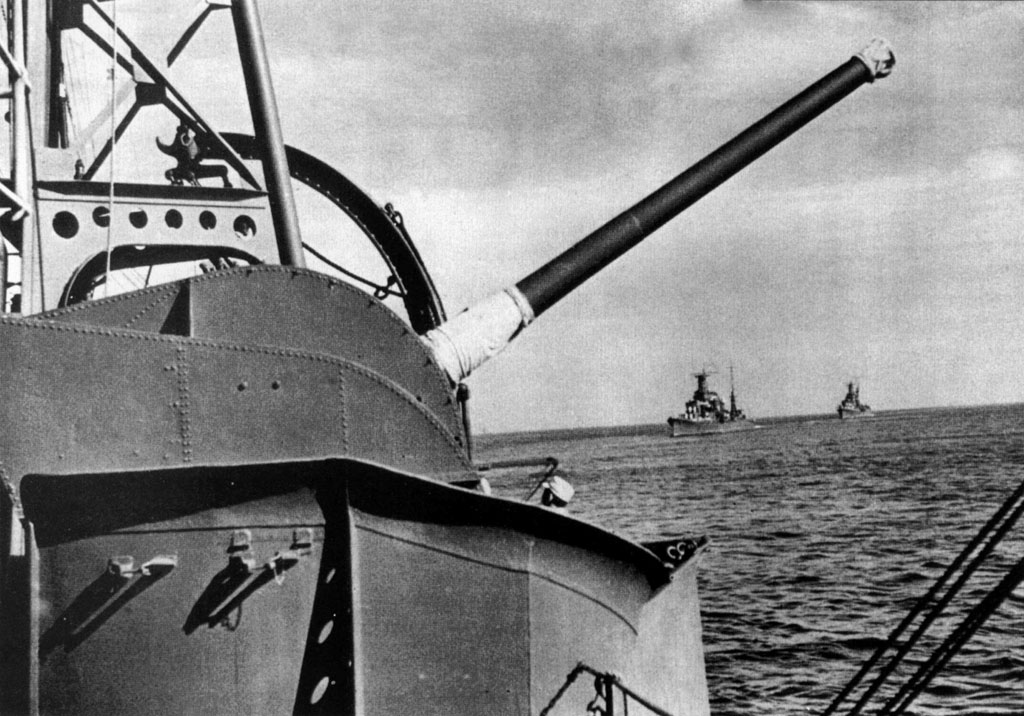
Cañón de 120mm/45 Tipo 10º Año de la Armada Imperial Japonesa en el montaje simple Modelo B2 a bordo del crucero pesado Kako. Este es el no. 2 (proa, babor), mirando a popa. Detrás del montaje de 120mm hay parte de la torre de celosía del reflector de 110cm y pescante. Al fondo, los cruceros pesados Furutaka (centro) y Kinugasa (derecha). La foto fue tomada después del reacondicionamiento de 1937, en los años 1939-1942.

Formaba parte de la 6ª División de Cruceros, junto a su gemelo Furutaka y los dos Clase Aoba, el Aoba y el Kinugasa. Al entrar Japón en la Segunda Guerra Mundial, fue asignado originalmente a la fuerza de invasión de Guam, que tuvo lugar el 10 de diciembre de 1941. Tres días después fue asignado a la segunda fuerza de invasión de la isla Wake, que cayó el 23 de diciembre. Participó en la batalla del mar del Coral, donde no resultó dañado, escoltando de vuelta tras la misma junto al Aoba a los transportes de la abortada invasión de Tulagi.
El 9 de agosto de 1942 toma parte en la batalla de la isla de Savo, donde tampoco resulta alcanzado, aunque su suerte cambió al día siguiente. Los cuatro cruceros pesados de la 6ª División fueron dirigidos a Kavieng sin escolta de destructores, siendo localizados por el submarino estadounidense USS S-44, que lanzó cuatro torpedos al último buque de la formación, el Kako, que resultó alcanzado por tres torpedos, hundiéndose en tan sólo siete minutos cerca de Nueva Irlanda, en la posición (02°15′S 152°15′E / -2.250, 152.250). Fallecieron 34 miembros de la tripulación, siendo rescatados el resto por los otros tres cruceros de la formación. Al día siguiente, el Uzuki, un destructor Clase Mutsuki, patrulló la zona y recogió a un superviviente más.